# Dragón FC
Dragón Fútbol Club ist ein äquatorialguineischer Fußballverein aus Bata.

## Geschichte
Der Verein trägt seine Heimspiele im Estadio La Libertad in Bata aus. Ihm gelang 1983 der größte Erfolg mit den Gewinn der nationalen Meisterschaft. 2009 gelang ihm der erste nationale Pokalsieg.

## Erfolge
- Äquatorialguineascher Meister: 1983
- Äquatorialguineascher Pokalsieger: 2009

## Statistik in den CAF-Wettbewerben
| Saison | Wettbewerb                     | Runde    | Land           | Verein            | Heim | Auswärts |
| ------ | ------------------------------ | -------- | -------------- | ----------------- | ---- | -------- |
| 1983   | African Cup of Champions Clubs | 1. Runde | Republik Kongo | CARA Brazzaville  | 0:2  | 1:6      |
| 1997   | CAF Cup                        | 1. Runde | Kamerun        | Cotonsport Garoua | 0:1  | 0:5      |
| 2010   | CAF Confederation Cup          | Vorrunde | Republik Kongo | AC Léopard        | 2:3  | 0:4      |